# Camille (femme guerrière)
Pour les articles homonymes, voir Camille.
Dans la mythologie romaine, Camille, fille de Métabus (roi des Volsques), est une femme guerrière citée dans l’Énéide de Virgile.

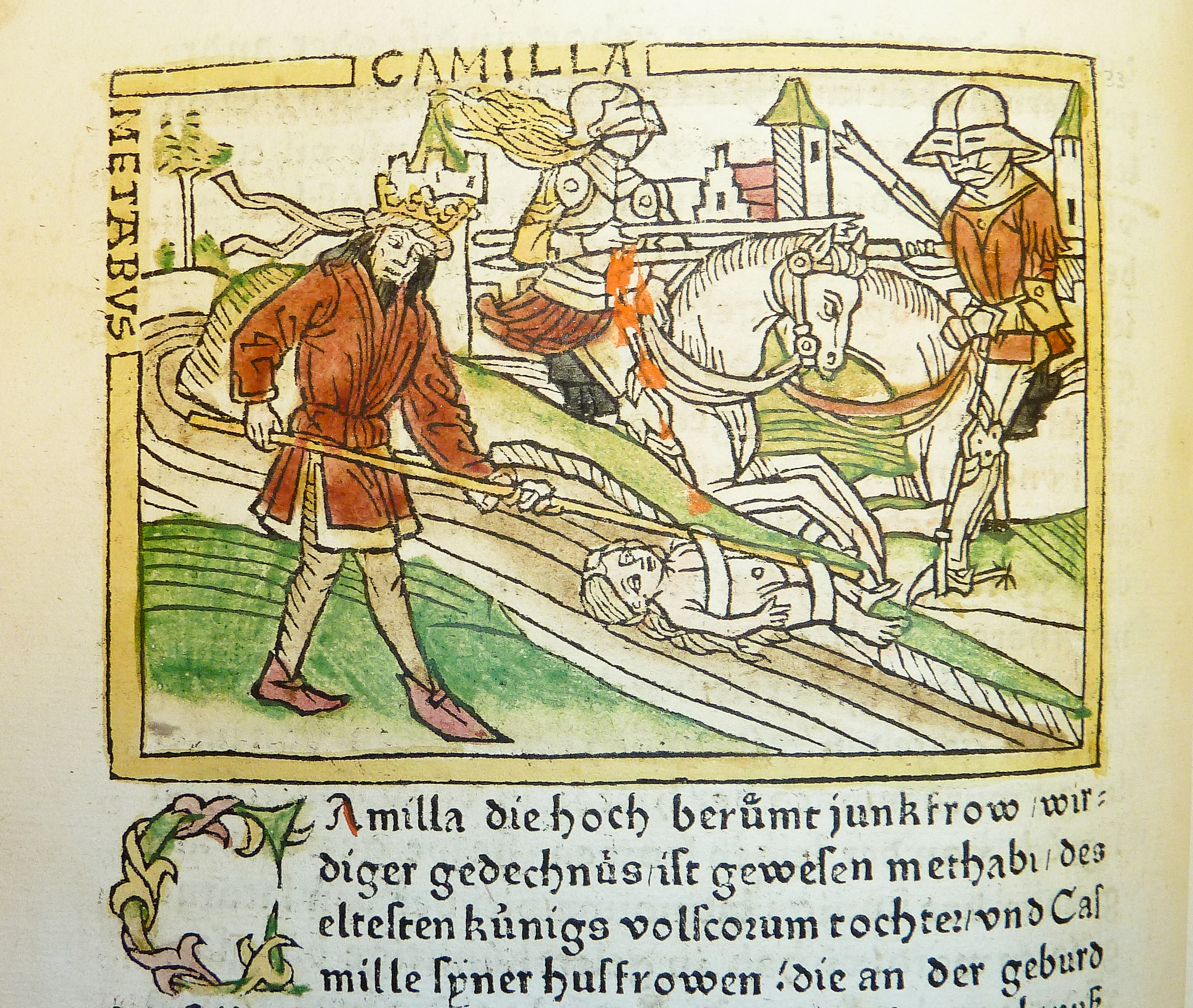
Illustration de la traduction allemande par Heinrich Steinhöwel du livre de Giovanni Boccaccio, De mulieribus claris, ca. 1474.

Habituée dès l'enfance aux exercices de chasse et de guerre, elle se distingue surtout par sa légèreté à la course et son habileté à tirer à l'arc. Virgile la décrit si aérienne qu’« elle court sur les épis sans qu’ils courbent la tête. »
Venue au secours de Turnus contre Énée, elle est tuée après avoir été trahie par Arruns : son attention est détournée par les belles armes d’un prêtre troyen, Chlorée, qu’elle charge. Arruns, allié d’Énée, profite de l’aveuglement de Camille pour la transpercer d’un coup de javelot ; mortellement blessée, elle décide de s’enfuir, et meurt peu après dans les bras d’Acca, sa compagne. L’annonce de son décès excite autant les Latins que les Troyens. La déesse Diane, soucieuse de venger sa protégée, charge une nymphe de sa suite, Opis, de tuer Arruns : elle le transperce d’une flèche.

## Commentaires
- Un des modèles de Camille pourrait être la princesse guerrière chasseresse Harpalycé de la mythologie grecque.
- Dans la Divine Comédie de Dante (Enf. I-107-108), elle est citée avec Turnus et Euryale et Nisus autres personnages de l'Énéide.

## Hommages
Camille est une des 1 038 femmes représentées dans l'œuvre contemporaine de Judy Chicago, The Dinner Party, aujourd'hui exposée au Brooklyn Museum. Cette œuvre se présente sous la forme d'une table triangulaire de 39 convives (13 par côté). Chaque convive étant une femme, figure historique ou mythique. Les noms des 999 autres femmes figurent sur le socle de l'œuvre. Le nom de Camille figure sur le socle, elle y est associée à Sophie, sixième convive de l'aile I de la table.
L'astéroïde (107) Camille serait nommé d'après elle, même si on croit qu'il aurait aussi été donné en l'honneur de l'astronome Camille Flammarion.

### Source
- Virgile, Énéide [détail des éditions] [lire en ligne] (chants VII et XI).